# 泡囊狸殖吸虫
泡囊狸殖吸虫（学名：Pagumogonimus veocularis）为并殖科狸殖属的动物。在中国大陆，分布于四川青川县、广东等地，营寄生生活，自然终末宿主待查。该物种的模式产地在四川青川县。